# Phillyrea angustifolia
L'ilatro sottile (Phillyrea angustifolia L., 1753) è un arbusto o piccolo albero sempreverde della famiglia delle Oleacee.
È una specie tipica della macchia mediterranea.

## Descrizione
È una pianta legnosa che può raggiungere l'altezza di 6–7 m.
Le foglie sono semplici, opposte, sempreverdi. Sono più sottili e hanno meno nervature secondarie rispetto alle foglie di P. latifolia.
I fiori sono unisessuali, piccoli, bianchi, con 4 sepali e 4 petali riuniti parzialmente in un breve tubo. I fiori sono raccolti in brevi grappoli ascellari.
I frutti sono drupe carnose, nere a maturazione, vagamente simili alle olive, ma più piccoli, più rotondi e riuniti in grappoli.

## Distribuzione e habitat
L'ilatro sottile è presente nella parte centro-occidentale del bacino del Mediterraneo. Colonizza terreni difficili e siccitosisino a 600 m di quota